# LiFox
LiFox（ライフォックス）は、漫画家・天王寺きつねと作画アシスト集団が立ち上げたアダルトゲームブランド。傘下はスタジオZOO。スタッフの大半が女性。

## 社名の由来
Li……「life」
Fox……天王寺「きつね」

## 作品
- in white（2002年3月22日発売）
- 御魂のゆき（2005年3月25日発売）

## スタッフ
- 天王寺きつね（代表・原画）
- 阿倍野ちゃこ（原画・背景）
- 御巫紫苑（シナリオ）
- おぐられい（ディレクター・広報）